# بافت‌مردگی بروئر
بافت‌مردگی بروئر (انگلیسی: Brewer infarcts) یک یافتهٔ بافت‌شناسی است که در بیماری کلیوی دیده می‌شود و ممکن است نشانی از پیلونفریت باشد. این یافتهٔ پزشکی نامش را از جرج امرسون بروئر می‌گیرد.